# Esperanza Gómez Corona
Esperanza Gómez Corona (Sevilla, 23 de octubre de 1974) es una jurista y política española, profesora titular de derecho constitucional de la Universidad de Sevilla.
Nació en 1974 en Sevilla. Se doctoró en derecho constitucional por la Universidad de Sevilla, con la tesis La posición de las Cortes Generales en la doctrina del Tribunal Constitucional, dirigida por Javier Pérez Royo y leída en 2009.
De convicciones socialdemócratas, trabajó como asesora del gobierno de José Luis Rodríguez Zapatero. Desencantada con el Partido Socialista Obrero Español, concurrió como candidata de Podemos al número 2 de la lista por Málaga para las elecciones al Parlamento de Andalucía de 2015. Fue elegida como diputada de la décima legislatura del Parlamento de Andalucía.
Fue designada senadora por el Parlamento de Andalucía en febrero de 2019, propuesta por el grupo parlamentario de Adelante Andalucía. En octubre de 2019 se anunció su inclusión como cabeza de lista por la capital andaluza de la candidatura de Más País-Andalucía de cara a las elecciones generales de España en noviembre de 2019.